# Communauté de communes de la Plaine Dijonnaise
La communauté de communes de la Plaine Dijonnaise était une communauté de communes française, située dans le département de la Côte-d'Or et la région Bourgogne-Franche-Comté.

## Historique
La création au 1er janvier 2006 de la Communauté de communes de la Plaine Dijonnaise a entraîné la suppression du syndicat intercommunal à vocation multiple. Ce SIVOM était un EPCI de type associatif qui n'avait ni autonomie financière, ni projet spécifique. Son financement était donc assuré par la participation des communes membres. La Communauté de communes a un projet plus ambitieux.
Le 1er janvier 2014, Brazey-en-Plaine quitte la communauté de communes pour rejoindre la communauté de communes Rives de Saône.

## Territoire communautaire

### Composition
La communauté de communes est composée des 22 communes suivantes :

| Nom                    | Code Insee | Gentilé        | Superficie (km2) | Population (dernière pop. légale) | Densité (hab./km2) |
| ---------------------- | ---------- | -------------- | ---------------- | --------------------------------- | ------------------ |
| Genlis (siège)         | 21292      | Genlissiens    | 12,08            | 5 125 (2022)                      | 424                |
| Aiserey                | 21005      | Aiseréens      | 10,5             | 1 489 (2022)                      | 142                |
| Beire-le-Fort          | 21057      | Beirois        | 5,27             | 343 (2022)                        | 65                 |
| Bessey-lès-Cîteaux     | 21067      | Bassiacois     | 10,3             | 685 (2022)                        | 67                 |
| Cessey-sur-Tille       | 21126      | Cesseyens      | 11,54            | 625 (2022)                        | 54                 |
| Chambeire              | 21130      |                | 6,21             | 413 (2022)                        | 67                 |
| Collonges-et-Premières | 21183      |                | 12,56            | 1 067 (2022)                      | 85                 |
| Échigey                | 21242      |                | 5,45             | 307 (2022)                        | 56                 |
| Fauverney              | 21261      |                | 8,68             | 620 (2022)                        | 71                 |
| Izeure                 | 21319      | Izeurois       | 16,71            | 907 (2022)                        | 54                 |
| Izier                  | 21320      | Izierois       | 7,48             | 788 (2022)                        | 105                |
| Labergement-Foigney    | 21330      | Albergamentois | 7,63             | 379 (2022)                        | 50                 |
| Longchamp              | 21351      | Campilangeois  | 16,23            | 1 168 (2022)                      | 72                 |
| Longeault-Pluvault     | 21352      |                | 4,7              | 1 154 (2022)                      | 246                |
| Longecourt-en-Plaine   | 21353      | Longecourtois  | 10,01            | 1 185 (2022)                      | 118                |
| Marliens               | 21388      |                | 4,35             | 614 (2022)                        | 141                |
| Pluvet                 | 21487      | Pluviusiens    | 6,51             | 431 (2022)                        | 66                 |
| Rouvres-en-Plaine      | 21532      | Roburiens      | 14,65            | 1 254 (2022)                      | 86                 |
| Tart                   | 21623      |                | 13,68            | 1 533 (2022)                      | 112                |
| Tart-le-Bas            | 21622      |                | 4,66             | 243 (2022)                        | 52                 |
| Thorey-en-Plaine       | 21632      |                | 5,82             | 1 134 (2022)                      | 195                |
| Varanges               | 21656      |                | 9,37             | 688 (2022)                        | 73                 |

### Démographie
| 1968  | 1975   | 1982   | 1990   | 1999   | 2009   | 2014   | 2020   |
| ----- | ------ | ------ | ------ | ------ | ------ | ------ | ------ |
| 9 869 | 11 480 | 14 688 | 17 681 | 18 710 | 21 610 | 22 031 | 22 009 |

## Administration

### Siège
Le siège de la communauté de communes est situé à Genlis.

### Les élus
Le conseil communautaire de la communauté de communes de la Plaine Dijonnaise se compose de 36 conseillers, représentant chacune des communes membres et élus pour une durée de six ans.
Ils sont répartis comme suit :
| Nombre de conseillers | Communes                                                                              |
| --------------------- | ------------------------------------------------------------------------------------- |
| 9                     | Genlis                                                                                |
| 2                     | Aiserey, Longchamp, Longeault-Pluvault, Longecourt-en-Plaine, Rouvres-en-Plaine, Tart |
| 1 (+ 1 suppléant)     | les autres communes                                                                   |

### Présidence
| Période                                  | Période      | Identité         | Étiquette | Qualité                    |
| ---------------------------------------- | ------------ | ---------------- | --------- | -------------------------- |
| Les données manquantes sont à compléter. |              |                  |           |                            |
|                                          | juillet 2020 | Hubert Sauvain   | LR        | Maire de Rouvres-en-Plaine |
| juillet 2020                             | En cours     | Patrice Espinosa | PS        | maire d'Izier              |

#### Commissions
Au sein de la Communauté de communes de la Plaine Dijonnaise, sept Commissions prennent en charge les nombreuses missions définies :
- Commission développement économique[7]
- Commission enfance, jeunesse et affaires sociales[8]
- Commission protection, gestion et mise en valeur de l'environnement[9]
- Commission des statuts et de la communication[10]
- Commission des finances[11]
- Commission travaux, voirie, transports et mise en concurrence[12]
- Commission du personnel et du logement[13]

### Compétences
La "Plaine Dijonnaise" est chargée de différentes missions, en rapport avec divers domaines tels que le développement économique, l’emploi, l’environnement, les travaux et les services sociaux. Ses activités concourent à faciliter la vie des habitants de cet espace communautaire. Les élus de la Communauté de communes ont par conséquent décidé de porter leurs efforts sur :
- l'action économique : création de zones d'activités économiques propres à recevoir des entreprises créatrices d'emplois,
- l'action sociale : développement du périscolaire sur tout l'espace communautaire, création d'un second "Relais Petite Enfance",
- le transport sur le territoire communautaire : création du "Transport à la Demande" pour faciliter la mobilité des habitants tout en participant à la protection de l'environnement.

### Régime fiscal et budget
Le régime fiscal de la communauté de communes est la fiscalité professionnelle unique (FPU).